# Удегейці
Удеге́йці (самоназва — удее, удеге, удіге; застаріла російська назва — удіхейці; рос. удихейцы) — нечисленна тунгусо-маньчжурська народність Приамур'я та Примор'я (Росія).

## Етноніми
До кінця XIX — початку ХХ століття дослідники (російські та західні) не розділяли удегейців і орочів, вважаючи їх одним народом (нерідко під назвою орочони). Першим, хто обґрунтував їхню етнічну окремішність, був С. Н. Браїловський. Він же першим ввів в ужиток етнонім удіхе, удіхейці (рос. удээ, удэхэ, удихэ), що став офіційним, зокрема й автоетнонімом уже в 30-ті роки XX століття. До того часу спільної самоназви удегейці не мали. Кожна територіальна група мала власну самоназву: хунгарійська — хунгаке, бікінська — бікінка, анюйська — унінка тощо.
Також відомим є екзонім удегейців кекарі (рос. кекари) — так називали удегейців сусідні народи, переважно орочі та маньчжури, і цей термін подеколи зустрічається в західній і російській літературі.

## Територія проживання та чисельність

Мапа розселення удегейців (населені пункти проживання) на Приамур'ї (Росія)

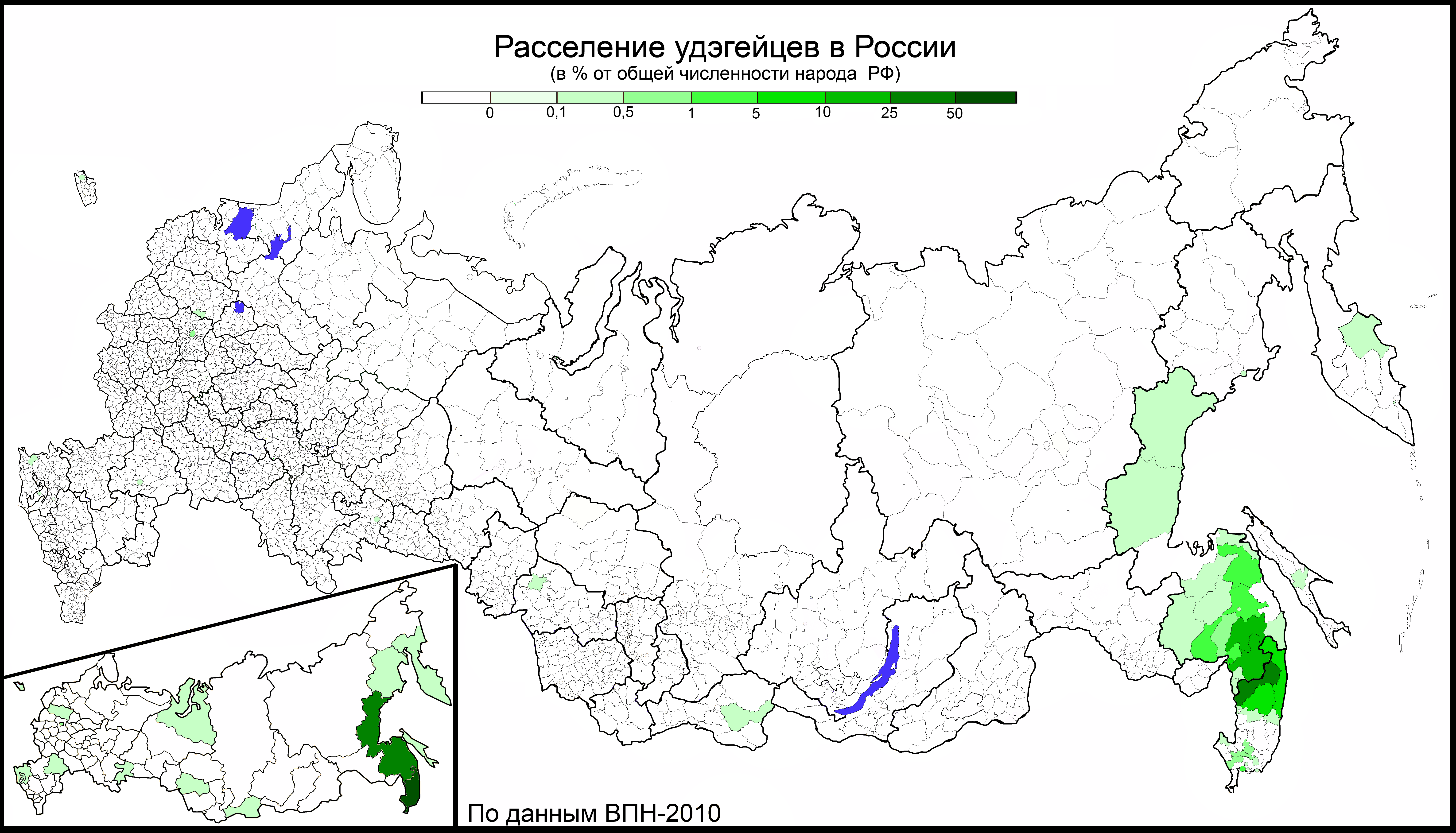
Частка удегейського населення району у загальній чисельності удегейців в РФ

На початок ХХ століття удегейці займали суцільну територію по обидва схили Сіхоте-Аліня. Її межа на сході доходила до узбережжя Японського моря (у міжріччі Ботчі і Такема), а на заході — сягала середньої течії правих приток Уссурі (річки Хор, Бікін, Іман/Уссурка). На північному сході удегейці межували з орочами Імператорської гавані, на півночі — з найхінськими нанайцями, на півдні — з тазами. Удегейці проживали також на північ і північний захід від своєї основної території — по притоках Амура Анюю, Хунгарі та Урмі, в оточенні найхінських і кур-урмійських нанайців.
Однак у зв'язку з колективізацією та укрупненням поселень, від якого потерпіли чи не всі північні російські народи, у 1930-ті роки такої ж біди зазнали і поселення удегейців. В результаті на початок 1940-х років удегейці остаточно втратили єдність етнічної території і були зосереджені в 9 укрупнених селищах (див. мапу), які «нічим не відрізнялися від російських», і адміністративно належать до Приморського і Хабаровського країв Російської Федерації.
| Рік  | Чисельність, осіб |
| ---- | ----------------- |
| 1896 | 2407              |
| 1926 | 1357              |
| 1959 | 1444              |
| 1970 | 1469              |
| 1979 | 1551              |
| 1989 | 2011              |
| 2002 | 1657              |

Зміни у чисельності російських удегейців за даними переписів, хоча ранні статистичні дані чисельності удегейців, як і решти народів Приамур'я, хибують на неточності, наведено у Таблиці чисельності удегейців (1896—2002):
За даними перепису чисельності населення Росії 2002 року кількість ульчів склала 1657 осіб.
Після розпаду СРСР в Україні за даними перепису населення 2001 року виявилось, що в країні проживало 42  особи, що самоідентифікували себе як удегейці, з числа яких тільки 8 осіб (19 %) вказали удегейську рідною мовою, тоді як українську такою назвали 6 осіб, решта — іншу, переважно російську (19 осіб).
Таким чином, загальна чисельність удегейців у Росії та Україні становить 1,7 тис. осіб.
Чисельність удегейців у СРСР/Росії

## Мова, субетноси і релігія
Удегейці розмовляють удегейською мовою південної (амурської) підгрупи тунгусо-маньчжурської групи мов алтайської мовної родини. Найбільшу спорідненість удегейська має з орочською мовою.
В удегейській мові виокремлюють три діалекти: хорсько-анюйський, бікінсько-іманський і самаргінсько-хунгарійський, про ступінь спорідненості і взаємозрозумілості між носіями яких єдиної думки серед фахівців немає. Прикметним є той факт, що ще в 1960—1970-ті роки серед удегейців зберігався розподіл на субетнічні групи, і, таким чином, остаточної етнічної консолідації так і не відбулося.
Чисельність носіїв удегейської мови постійно зменшується — так, під час останнього перепису населення Росії удегейську рідною назвали тільки 1/4 всіх російських удегейців (бл. 400 осіб); повсюдною є російськомовність удегейців.
Удегейська мова має писемність на основі кирилиці (першу писемність для удегейців створено Є. Р. Шнейдером у 1930-ті роки на основі хорінського діалекту, з використанням латиниці — саме за її допомогою удегейці навчались рідної мови у 1930—1940-ві роки), орфографія якої, переведена на кирилицю, у 1980—1990-ті роки корегувалася для потреб точного відображення фонетичної структури удегейської мови. Нарешті, в січні 1989 року Хабаровським крайвиконкомом офіційно затверджено нову удегейську орфографію, розроблену М. Д. Сімоновим і В. Т. Кялундзюгою.
Удегейською мовою існує література (зачинателем є Д.Кімонко) і відносно незначна книжкова продукція. Особливий внесок у розвиток, точніше збереження національної ідентичності, а також вивчення мови і фольклору удегейців робить удегейська вчена Валентина Кялундзюга (*1936).

## Етногенез та історія

### Етногенез
Вчені виділяють три основні складові, на базі яких сформувався удегейський етнос: автохтонний палеоазійський, представлений янковською і близькими до неї за виглядом археологічними культурами Кореї і Приамур'я; австронезійський в особі мігрантів з узбережжя Жовтого і Східно-Китайського морів сушенів (кроунівська археологічна культура) і тунгуський, основу якого спершу склали піші мисливці ілоу, що прийшли з Забайкалля (ольгінська археологічна культура). В процесі взаємодії ілоу з місцевими племенами до VII ст. на півдні Далекого Сходу сформувалась нова тунгусомовна спільнота мукрі, подальший розвиток якої відбувався в складних етнополітичних умовах і в нерозривному зв'язку з історією та культурою сусідніх країн і народів — особливо значний вплив на неї мало давньотюркські і давньомонгольські народи, що зрештою призвело до утворення сучасних етносів південно-тунгуської мовної групи, в тому числі і удегейців.
Взагалі на етногенез удегейців вплинули численні етнічні контакти впродовж їхньої історії — особливо інтенсивними вони були з орочами, також з нанайцями і евенками, пізніше — з маньчжурами і китайськими переселенцями, а вже за сучасності — з росіянами (і українцями).
Етнічна територія удегейців (подеколи зустрічається така назва — країна Удеге), тобто землі компактного проживання, здавна містилась на північному сході Приморського краю і південному сході Хабаровського краю, переважно, в горах і передгір'ях Сіхоте-Аліня і вздовж правих приток річки Уссурі та Амуру.

### Етнічна історія— від першої документальної згадки до сьогодення
У китайській Цзінь ши («Історії імперії Цзінь», складеній в 1345 році) мовиться, що на крайньому північному сході Імперії Цзінь мешкали дикі люди удегай. Власне це є першою документальною згадкою про удегейців, та ще й з їхньою сучасною назвою.

В. К. Арсеньєв в удегейських шатах

Від маньчжурів (і китайців), данниками яких були удегейці, принаймні точно від утворення Маньчжуро-Китайської імперії в XVII ст., вони перейняли чимало в побуті, мові і культурі (наприклад, особливий крій верхнього одягу — традиційних халатів з застібкою праворуч, звичай споживати їжу паличками, будування фанз осідлими удегейцями тощо).
Першими європейцями, що відвідали Примор'я і навіть описали звичаї і побут місцевих «орочів» (des orotchys, тобто орочів і удегейців спільно), імовірно, були відомий французький мандрівник-дослідник Ж. Ф. Лаперуз і член його команди військовий хірург п. Лаво (Lavaux; останній навіть склав своєрідний словничок тубільних слів) під час своєї навколосвітньої мандрівки у 1787 році. Взагалі саме з само́го кін. XVIII ст. Уссурійський край в числі інших земель Маньчжурії починають відвідувати єзуїти, що спершу прибували до Пекіну.
З поч. XIX ст. Південне Примор'я з новою силою охопила міграційна хвиля китайських переселенців (переважно торговці і карні втікачі), так що майже на всій удегейській території існували розрізнені поселення китайців-переселенців.
З приєднанням Уссурійського краю до Російської імперії у 1860-ті рр. у Примор'ї та Приамур'ї починають з'являтися російські (і українські) переселенці (в тому числі і ті, що ввійшли до складу уссурійських козаків, що офіційно затверджені 1889 року), а наукові товариства (не тільки російські) організують низку дослідницьких експедицій до регіону і його мешканців. Особливе місце у вивченні удегейців належить дослідженням першого десятиліття ХХ ст. В. К. Арсеньєва.
До 1920-х рр. більшість удегейців жили в крайній бідності, зазнаючи гніту, як від місцевої російської адміністрації, так і від російських промисловиків, китайців і маньчжурів перекупників і торговців.
1920—1930-ті рр. з їх колективізацією та політикою укрупнення національних поселень на Півночі призвели до знищення єдності етнічної території удегейців, а позірні блага грамотності, колективної праці і переорієнтування з традиційної господарки на землеробство обернулися тотальною русифікацією та знищенням традиційного укладу життя, що ще негативнішого забарвлення набуває у зв'язку з поширенням соціальних бід і шкідливих звичок сучасності. У сталінські 1930-ті рр. нищівної шкоди зазнала фундаментальна, в першу чергу, гуманітарна наука взагалі, і вивчення народів Сибіру і Далекого Сходу зокрема (це і репресії учених, згортання і спрощення програм вивчення, неприпустима ідеологізація в трактуванні історичних подій і розвитку цілих народів). Для удегейців це обернулося як гуманітарною катастрофою — їхня мова лишалась безписемною впродовж півстоліття (з кін. 1930-х до кін. 1980-х рр.), так і суто екзистенційною — наразі народ на грані вимирання, а більшість його духовної і матеріальної спадщини втрачено назавжди.
У теперішній час одними з найгостріших проблем удегейців лишаються безробіття і алкоголізм. Наразі погіршилась також екологічна ситуація в місцях проживання удегейців у зв'язку з лісозаготівлею великими компаніями на їхніх територіях, що у 1990-ті рр. навіть призводило до соціального напруження.

## Господарство і ремесла

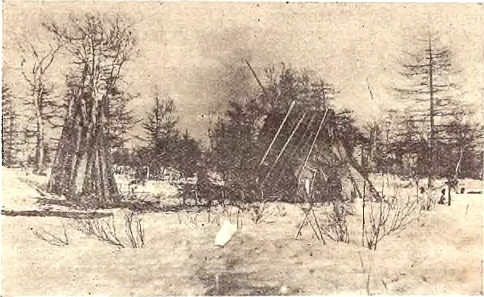
Удегейський чум у вигляді двосхилого даху, зробленого з ялинової кори. Початок XX століття.

Традиційну основу господарства удегейців складали мисливство (ізюбр, олень, лось, хутрові звірі, птахи тощо) і рибальство.

Удегейські спис (ґіда) і футляр (ґіда текпуні) до нього, Хабаров. краєзнавч. музей

Знаряддя полювання — лук, спис, зашморги, самостріли, сіті, пізніше вогнепальна зброя (рушниці), традиційні різноманітні пастки тощо. Найчастіше звіря вистежували за слідом. Найулюбленіші лови — методом переслідування звіря на лижвах по глибокому снігу або весняному насту. У цьому разі найчастіше використовували спис (гіда) або лук зі стрілами. Популярними були також лови з використанням самострілів (бейсіґу). На ізюбря і лося полювали з човнів-оморочок в річних запрудах, куди звірі приходили поласувати водоростями. Восени під час гону ізюбрів підманювали за допомогою берестяного манка (буніка).
Полювання хутрових звірів набуло поширення лише в останній чверті XIX ст., коли в краї з'явилися численні скупники звірячих шкурок і хутра. Здобували єнотів, колонків, видр і особливо соболів, переважно за допомогою різноманітних пасток.
Рибу (лососеві, карпові та ін.) били з човнів гарпуном, острогою, ловили сітями. Основу удегейського рибальства становило здобування кети восени і горбуші влітку.
Деякі південні групи удегейців займалися збиранням женьшеню (в тому числі і як товар для розрахунку з боргами з китайськими і маньчжурськими гендлярами), примітивним землеробством (пшениця, ячмінь, гаолян, чумиза), городництвом (картопля, цибуля, часник, подеколи кукурудза та ін.)
З ремесел були розвинуті ковальство, обробка шкір, обробка дерева (різьблення) і берести (плетіння), виготовлення човнів-довбанок (оморочки), лижв, нартів — в чоловіків, вишивання, аплікації та мозаїки і пошиття одягу, виготовлення прикрас, фарбування — у жінок. Чимало виробів майстрів і мастринь удегейців, безперечно, є витворами народного декоративно-ужиткового мистецтва, зокрема, багато оздоблені предмети побуту і знаряддя праці, культові предмети. В народному образотворчому мистецтві і скульптурі чільне місце посідало зображення духів. В цілому удегейське народне мистецтво має спільну основу з мистецтвом інших тунгусо-маньчжурських народів.

## Суспільство і родина
Суспільним традиціям удегейців притаманно чимало архаїчних рис — так, ще в сер. XIX ст. панівними в удегейців були родові відносини. Кожен член роду знав свою родову приналежність, яка вкупі з «законом» (традиційним правом) найчастіше цілком визначала (контролювала і обмежувала) не тільки його «компетенцію» (сукупність сімейних і професійно-промислових взаємин), а й особисту свободу.
На чолі роду стояв старійшина (саґдімзі; інакше заньґіа — «князь»), що обирався з найстаріших і найавторитетніших чоловіків роду. Саме він був наділений владними повноваженнями, він же стежив за дотриманням «закону» (колі), тобто традиційного права, і провадив суд у разі його порушення.
У разі виникнення міжродового конфлікту (наприклад, вбивства), на суд збиралися старійшини всіх родів, щоб на основі традиційного ж права вирішити спільно, на чиєму боці «закон».
Значну роль у традиційному суспільстві відігравав також шаман — не тільки провадячи культові дії (камлання), а й нерідко виступаючи посередником в залагодженні соціальних конфліктів.

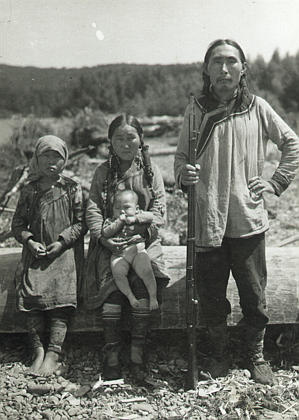
Удегейська родина, поч. XX ст.

Чимало архаїчних рис притаманно са́ме сімейним і міжособистісним відносинам у суспільстві удегейців. Так, діяло безліч поведінкових (вчинкових), в тому числі мовних табу (сондо́), скажімо дружині не можна було переступати через особисті речі чоловіка (існує думка, що взагалі взагалі торкатися); було заборонено встромляти ніж у вогнище, питати ім'я небіжчика тощо. Табуйованими були всі сфери життя людини, в тому числі і господарська — наприклад, робити човен з дерева, поваленого бурею, було зась.
Основою патріархального (у деяких віруваннях удегейців, в яких простежуються дошаманські пласти, як то культи хазяйки хатнього вогнища Пудя і заступниці жіноцтва Саґди Мами, також відчутними є релікти матріархату) удегейського суспільства була мала сім'я. У родині панували батьківське право і чіткий розподіл чоловічих і жіночих обов'язків і трудової діяльності. Чоловік дбає про захист і забезпечення родини їжею, виготовлення основних знарядь праці тощо, на жінку ж покладались обов'язки хатньої господарки, виховання дітей, підсобні, але часто нагально необхідні господарські функції (виготовлення одягу і взуття, хатнього начиння, збирання дикоросів тощо).
Увесь виховний процес в удегейській родині був спрямований на швидке формування з хлопців справжніх мисливців і рибалок як майбутніх годувальників сім'ї з чітким і послідовним виробленням і розвитком відповідних знань і навичок (в тому числі і в ігровій формі), дівчинку ж фактично з народження готували до функції берегині сімейного вогнища і продовжувачки роду.
Шлюби в удегейців були екзогамні — міжродові. За «законом» (традиційним правом) дівчинку ще змалку призначали в дружини хлопчику з іншого роду, навзаєм же з цього роду отримували дівчинку в майбутні дружини одного зі своїх хлопчаків. Вік, у якому дівчинка переходила в рід свого майбутнього чоловіка, залежав від «угоди» між батьками, і міг варіюатися від 3—5 років (тоді дівчина відразу ж починала працювати на батьків свого майбутнього чоловіка до шлюбу) до 12 років (звичайний шлюбний вік для дівчат).
В удегейців практикувався покупний шлюб (як одна з ранніх його форм) — калим (тьої) як відкуп за наречену. Зазвичай таке віно включало в себе шкурки тварин (на раніших етапах), посуд (особливо покупний з металу), тканини (також покупний китайський шовк), пізніше — гроші.
Народжували удегейські жінки в старі часи, уходячи в спеціальні «пологові намети» (йатау), що знаходились у віддаленому від стійбища місці (зазвичай у лісовій глушині). Увесь час породілля перебувала там сама, навідувати її мала право лише повивальна бабка. Нерідко пуповину перерізала також сама породілля.
Поховальні традиції удегейців — сплав вірувань і практичності. В разі смерті удегейця, небіжчика загортали в матерію, робили труну (оґдіе; видовбана зі стовбура тополі, рідше кедра колода, що накривалася зверху меншою; інколи у формі човна, адже вірили, що на шляху в потойбіччя душа небіжчика перепливатиме моря і ріки), далі труну забивали дошками і загортали берестою. У старі часи труну не закопували в землю. Якщо небіжчик був дорослою людиною або дитиною старше 3 років, то його труну відносили і залишали посередині спеціально зведеного навіддаль від стійбища (часто в лісових хащах) намету. Небіжчика споряджали у «довгу дорогу» в потойбіччя — лишали трохи їжі (тільки крупи), одяг, спис, сокиру і ніж (усі з затупленими вістрями), у пізніші часи — навіть сірники, махорку, трохи металічних грошей («для купівлі у потойбіччі нареченої»). Якщо помирала дитина до 3 років, її гробик поміщали в гілки дерева, бо вважалось, що душа дитини «має повернутися у гніздо (оміє), що охороняє Велика Бабка» (В. Т. Кялундзюга). Після смерті будь-кого з роду, весь рід завжди відкочовував до іншого стійбища.

## Матеріальна і духовна культура
Фактично до поч. XX ст. в удегейців зберігався патріархальний суспільний уклад, а більшість матеріальної і духовної культури (остання навіть попри сякі-такі спроби християнізувати удегейців) лишалась традиційною.

### Матеріальна культура: житло, побут, одяг і кухня

#### Типи жител

Удегейське зимове житло напівземлянка туедзі

В удегейців існувало три типи поселень-стійбищ: постійні (зимові), сезонні і тимчасові.
Постійні поселення влаштовувались у захищених від зимових вітрів сопках, неподалік від звичних місць промислу і могли існувати протягом десятиліть. До найдавніших, що нараховують 100 і понад цього років, належать стійбища хорських удегейців Джоонго і Чукен, самаргінських — Зава та Ісім, бікінських — Олон і Сяїн, анюйських — Біра.
Сезонні і тимчасові поселення удегейці найчастіше влаштовували по берегах річок.
Найпоширеніше зимове житло удегейців (для декількох родин) — напівземлянка (туедзі) з грубих жердин з двосхилим дахом-стінами. Серед решти зимових жител можна відмітити конічний чум (тоза) і намет з кори дерева (кава). Удегейський чум за своєю конструкцією аналогічний евенкійському. Літники (сезонні і тимчасові житла) — берестяні намети (аньа), чуми. У осідлих землеробів зустрічалась також маленька фанза (на китайський манер).

#### Побут і транспортні засоби
Удегейське житло поділялось на чоловічу і жіночу половини. Посередині напівземлянки розташовувалось вогнище (у пізніші часи в південніших груп хунгарців та іманців ставили на корейський манер кан). Вздовж стін напівземлянки ставились нари, вкриті берестою і/або шкурами. Взимку в туедзі відгороджували стінкою ближчу до дверей половину — у цій холоднішій нежилій частині складали дрова. Особливо почесним і популярним місцем в напівземлянці була задня глуха стіна (малу, мальта) — саме туди садовили шанованих гостей, там було прийнято частуватись (ставити м'ясо), там також розміщали спис (щоб був завжди напоготові), севехі, кошик із речами чоловіка-хазяїна тощо.

Удегейський берестяний кошик хаса, Хабаровський краєзнавчий музей

Господарські будівлі в удегейців представлені коморами (амбарами залі) на палях, вішалами (для юколи; деґуме), помістами тощо.
Основні матеріали для виготовлення одягу та взуття в удегейців в минулому — звірячі і риб'яча шкури.
Посуд в удегейців був як власного виробництва — берестяні і з кори дерев (переважно осики) кошики (хаса), відра (мулехі), туєси (камісі), скрині (конзьо), казанки (йохо), черпаки (соу), так і покупним — чавунові казани (лонько).
Жіноча шкатулка для шиття (інмеґдусу) являла свобою берестяний кошик з овальним днищем і вертикальними стінками, в якій окрім приналежностей для шиття (ножиць, ниток, голок, наперстка тощо) поміщались усілякі дещиці — обгортки від цукерок, гвіздки, ґудзики тощо. За свідченнями дослідників поч. XX ст., удегейки з задоволенням рилися у своїх «скарбничках», перебираючи цей непотріб.
Влітку удегейці пересувались на човнах-довбанках, що за конструкцією носової частини та деякими іншими деталями поділялися на 2 основні типи: оморочка (утунґіє) і човен із кормою у вигляді заступу ана (або бат). Оморочка відрізнялась від бата овальним днищем, загостреною кормою і носом. Керували човнами за допомогою жердин і весол. У бат іноді впрягали собак. Вже з сер. XX ст. удегейці перестали робити традиційні човни, виготовляючи їх переважно з дощок.
Взимку за основний транспортний засіб удегейцям правили лижви 2 типів: голиці (кінґіле) і з хутріною підбивкою суґала. На лижвах ходили з дрючком, нижня частина якого мала кістяне довершення і обмежувальне кільце. Верхівка мала вид невеликої лопатки. Спускаючись з гори, мисливець сідав на лижну палицю і спритно скочувався долі. Для перевезення вантажів користувались низькою прямокопильною нартою без дуг, у яку звичайно впрягали собак.

#### Традиційні одяг та їжа

Удегейський чоловічий халат (нінта тегені)

Національний костюм (чоловічий і жіночий) — розпашний халат (теґе) з риб'ячої шкури (у бідняків) і тканини (переважно китайського шовку — в заможніших удегейців) з орнаментованим краєм лівої поли і біля коміра. Чоловічий халат сягав колін, жіночий зазвичай був набагато довшим і більш оздобленим. Під халатом носили натазники (ґокоґі хеїґі) і довгі штани з ноговицями (амухі), нарукавники (адапті) для захисту від мошкари влітку, від снігу — взимку. Костюм доповнювали накидка на голову і плечі, навушники, шапка, хутряні шкарпетки зі взуттям та рукавиці (кольо). На лови чоловіки надягали хутрові куртки із шкіряними зав'язками попереду.
Взуття — з риб'ячої, лосячої або оленячої шкури, короткі чобітки з окремою голівкою на евенкійський манер.
Головні убори — берестяні шапки-капори або у формі каптура влітку, а взимку — хутряна шапочка з султаном на маківці.
У їжі жителів приток Амура і в приморських удегейців переважала риба (в будь-якому вигляді, в тому числі і дуже популярною була юкола — як для споживання людьми (мала), так і для годівлі їздових собак (секу)), у мешканців приток Уссурі в раціоні найзначнішу роль відігравало м'ясо дичини.
Характерна улюблена страва солімі́ — порізане на дрібні шматки сушене або в'ялене м'ясо (або риба), залите підігрітим лоєм ізюбря. Простіший варіант — з найпоширенішим в удегейців видом жиру — риб'ячим (який узагалі споживали у великих кількостях). Від китайців удегейці засвоїли приготування булочок на пару (пампух манту від кит. маньтоу).

### Духовна культура: вірування і фольклор

Обладунок удегейського шамана (сама тегені), в тому числі маска і пасок, Хабаровський краєзнавчий музей

#### Вірування і шаманізм
В удегейців збереглися архаїчні вірування, що виражаються в реліктах віри спорідненості людей і ведмедів та уссурійських тигрів (наприклад, удегейці молилися на сліди тигра; вполювавши ведмедя, влаштовували спільний бенкет тощо). Взагалі релігійні вірування суттєво різнилися в удегейців різних територіальних груп. Наприклад, амурські удегейці вшановували духів води — касатку (їй приносили пожертви), духа-хазяїна риб, хазяйку лососевих Мамаса давані тощо. Повсюдного поширення набуло вшанування Буа — духа-хазяїна Всесвіту; духа тайги, гір Онку. У житті, в тому числі і духовному, в удегейців було безліч табу. Особливо табуйованим був культ духа вогню і домашнього вогнища Пудя.
Від хазяйки хатнього вогнища Пудя залежало не лише благополуччя в хаті і родині, але й мисливський промисел. Її влада поширювалась на лісові угіддя. Виказати неповагу до Пудя, а тим більше образити чи скривдити її якимись словами чи вчинками, неминуче передрікало родину до лиха і голоду (неуспішного полювання). Вшанування Пудя включало «годування» вогнища і суворе дотримання різноманітних заборон і обмежень.
Щоправда нині лише у віддаленних районах зберігаються шаманізм і вірування в духів лісу і гір, культ предків. Раніше ж шаманізм відігравав значну роль у житті удегейців. Спочатку існував лише родинний шаманізм, що з часом почав витіснятися професійним.
|  | Шаманське камлання — синкретичне дійство, що об'єднувало всі види мистецтв: зображувальне у вигляді малюнків і вишивок ритуального призначення на шаманському костюмі, маски; мистецтво слова, оформленого зазвичай у музичній формі; спів, танець під ритмічні ударяння по шаманському бубну. Все це становило драматичну дію, в якій розігрувались або похід шамана у потойбіччя з метою супроводу душі небіжчика, або зустріч шамана з лихими духами і жорстока боротьба з ними, або політ у якісь інші землі, де жили удегейці колись і там лишились їхні родичі, і багато іншого. |

Кожний шаман мав своїх особистих духів — заступників і помічників, які зображалися у вигляді чоловічків, звірів, риб, птахів і комах. Шаманське дарування успадковувалось з покоління в покоління.
З діяльністю шамана були пов'язані ритуальні предмети: велика кількість зооморфних і антропоморфних зображень, фігурок духів (севехі́, севохі́) у самого́ шамана та інших осіб (тим, для кого він шаманив), шаманських стовпів (туні). Атрибутами шамана були шаманський бубон (уньту) і спеціальний одяг, чільне місце у якому посідали шаманські маска (сама деґдіні) і пасок (йаньпа).
У рядових членів роду крім власних севехі були амулети (міаванькі, мяонкі) — щось простіше за севехі, і талісмани (бобої) — знайдені де-небудь у природі якісь рідкісні предмети (інколи живі істоти), що приносили тому, хто їх знайшов, добру вдачу. Амулети і талісмани відрізнялися не лише за природою походження, а й тим, що перші власник завжди носив з собою (зазвичай, біля грудей), а другі були сховані деінде (при собі чи в хаті) і від стороннього ока, і щоб порідше діставати їх (В. Т. Кялундзюга).

#### Фольклор
Музична культура удегейців представлена, крім специфічних шаманських бубнів, такими музичними інструментами — круглими брязкальцями з держаками, однострунними скрипками, флейтами, сопілками тощо.
Музично-наративній традиції удегейців притаманні значна мобільність і своєрідна синкретичність, тобто один і той са́мий сюжет може бути представлений і як міфологічне сказання, і як пісня-казка.
Власне пісням (єхе́), що посідають особливе місце в фольклорі удегейців, характерна імпровізація. Ще одна специфічна риса пісень — журливі мотиви і монотонність. Найпоширенішими були переривчасті горлові співи. Пісні виконували сидячи, жестикулюючи або похитуючи головою і/або тілом.
Танцювальний фольклор удегейців розвивався, здебільшого, у рамках шаманського. Але в жодному разу хореографічне мистецтво удегейців не зводиться лише до шаманського. Поряд з обрядовими танцями, відомими є і промислові, ігрові тощо. Так, танці влаштовували з нагоди вдалого полювання. Танцювали жінки і шаман. Дійство відбувалось біля (навколо) вогнища. Шаманські танці — сольна імпровізація, що складалася з ілюстративно-зображувальних, набору дублюючих мисливські дії рухів, що нерідко переростали у справжню пантоміму, решта учасників такої «вистави» імітували рухи звірів.
Усний фольклор удегейців представлений майже всіма жанрами, особливо ж через свою синкретичність багатий на міфологічні оповідки. Згідно з оригінальною (власною) класифікацією жанрів удегейського фольклору у ньому виділяють 2 основних жанри:
- німанку́ — чарівні казки, часто міфологічні, наприклад, з етіологічним підґрунтям;
- телунґу́ — оповідки про старе життя (народні оповідання, бувальщини, родові перекази, випадки з життя реальних людей тощо), сюди ж примикають паремії.

На відміну від нанайців, скажімо, в удегейців не вдалося записати скільки-небудь цілісного епосу (можливо, через пізній час спроб у часи вимирання і фольклору, і мови й самого народу); також одиничними є зразки удегейського шаманського фольклору, в першу чергу, камлань, (через ідеологізацію поглядів на шаманство та його культурні надбання у радянський час і знову ж таки пізній час фіксації артефактів традиційної культури уде). Удегейські паремії, здебільшого, представлені забронами, прикметами і загадками, тоді як жанр прислів'їв не до кінця сформований.
Першим академічним двомовним (в оригіналі і з російським синхронним перекладом) виданням удегейського фольклору, що включило тексти різних жанрів (казки, історичні і чарівні перекази, пісні, загадки, заборони), супроводжуваним розлогою передмовою і численними науковими коментарями, бібліографією, аудіододатком тощо, є «Фольклор удэгейцев. Ниманку. Тэлунгу. Ехэ.» (Нб.: «Наука», 1998) і вийшло в чудовій науковій серії «Памятники фольклора народов Сибири и Дальнего Востока» (Том № 18).

## Цікаві факти, пов'язані з удегейцями
- Удегейці юридично належать до корінних народів Півночі, хоча навіть північна межа їхньої етнічної території розташована на географічній широті Києва, а влітку на більшій її частині тепліше, ніж у Москві.
- У 1914 році за дорученням Національного музею США на Амур прибув польський етнограф С. Понятовський (пол. Stanisław Poniatowski), що вивчав приамурські народності (в тому числі і удегейців) у зв'язку з гіпотезою про азійське походження північно-американських індіанців. Зібрані ним на Хунгарі матеріали ввійшли до виданих «Матеріалів до Словника амурських гольдів» (Варшава, 1923) і «Щоденнику подорожі (до краю гольдів і орочонів 1914 року)» (Варшава, 1966).
- Слово амба удегейською (як й ін. південними тунгусо-маньчжурськими мовами, наприклад, ульчською) означає не тільки «злий дух, дідько», а й «уссурійський тигр». На початку 2007 року саме так назвав свій альбом модний російський поп-гурт «Мумій Тролль»[32] (мати соліста гурту Іллі Лагутенка родом з Владивостока), де використано деякі са́ме удегейські мотиви (в оформленні промо-сайту і самого диску).
- За давнини в удегейців панувало уявлення (що походить ще з доби матріархату) про те, що поява (народження) дитини в жінки є не результатом шлюбних стосунків з чоловіком, а дії прародительниці Саґди Мами — начебто ця стара-стара жінка з міфічного простору посилає жінці «дитячу душу», після чого та вагітніє і народжує[33].

## Виноски
1. 1 2 3 4 5 6 7  Удегейці на Вебпроекті з підтримки корінних народів Сибіру, проект Новосибірського державного університету [Архівовано 13 березня 2012 у Wayback Machine.] (рос.)
2. ↑  Арсеньев В. К. Китайцы в Уссурийском крае. Очерк историко-этнографический // Записки Рус. геогр. о-ва., Хабаровск, 1914, Т.10, вип. 1, сто. 34—35 (рос.)
3. ↑  Удэгейские ниманку, тэлунгу, ехэ (передмова) // Фольклор удэгейцев. Ниманку. Тэлунгу. Ехэ., Нб.: «Наука», 1998, стор. 13 (рос.)
4. ↑  Старцев А. Ф. Приёмы охоты и снаряжение удэгейского охотника // Этнография и фольклор народов Дальнего Востока СССР., Владивосток, 1983, стор. 20 (рос.)
5. ↑  чисельність «орочонів», тобто удегейців разом з орочами, т.ч. чисельність власне удегейців є невідомою
6. ↑  Всеукраїнський перепис населення 2001 року / Національний склад населення, громадянство / Розподіл населення за національністю та рідною мовою(укр.)
7. ↑  Суник О. П. Удэгейский язык // Языки народов СССР. Т 5., Л., 1968, стор. 54 (рос.)
8. 1 2  Удегейці на www.sati.archaeology.nsc.ru, Історико-етнографічний атлас Сибіру [Архівовано 5 березня 2016 у Wayback Machine.] (рос.)
9. ↑  Про удегейців на сайті Комітету Ради Федерації Росії у справах Півночі і малочисельних народів (рос.)
10. ↑  Удэгейские ниманку, тэлунгу, ехэ (передмова) // Фольклор удэгейцев. Ниманку. Тэлунгу. Ехэ., Нб.: «Наука», 1998, стор. 20 (рос.)
11. 1 2  Кимонко Д. Там, где бежит Сукпай: Повести, очерк и стихи., Якутск: Книжное изд-во, стор. 338 (рос.)
12. ↑    - Алотова Г. Твої люди, Удеге. Про Валентину Кялундзюгу (рос.)
13. ↑  Чжурчжені і чжурчженські держави // стаття ДВГИ ДВО РАН (рос.)
14. ↑  Voyage de La Pérouse autour du monde, publié conformément au decret du 22 avril 1791 et rédigé par M.L. Milet-Mureau., P., 1797, T.3, Ch.19
15. ↑  Арсеньев В. К. Китайцы в Уссурийском крае. Очерк историко-этнографический // Записки Рус. геогр. общ-ва, Хабаровск, 1914, стор. 33—34 (рос.)
16. ↑  Удэгейские ниманку, тэлунгу, ехэ (Примітки) // Фольклор удэгейцев. Ниманку. Тэлунгу. Ехэ., Нб.: «Наука», 1998, стор. 409
17. ↑  История и культура удэгейцев (під ред. А. І. Крушанова)., Л.: «Наука», 1989 (рос.)
18. ↑  Арсеньев В. К. Лесные люди удэхейцы, Владивосток, 1926, стор. 27 (рос.)
19. ↑  Удэгейские ниманку, тэлунгу, ехэ (Словник удегейських етнографічних термінів) // Фольклор удэгейцев. Ниманку. Тэлунгу. Ехэ., Нб.: «Наука», 1998. — С. 520.
20. ↑  Кимонко Д. Там, где бежит Сукпай: Повести, очерк и стихи., Якутск: Книжное изд-во, стор. 316 (рос.)
21. ↑  Арсеньев В. К. Лесные люди удэхейцы, Владивосток, 1926, стор. 46—47 (рос.)
22. ↑  існує думка, що звичай в удегейців (та ін. тунгусо-маньчжурів) поміщати тіло померлого немовляти або дитини до 3 років на дерево, є відгомоном давнішої традиції, коли в такий же спосіб ховали всіх небіжчиків.
23. ↑  Удэгейские ниманку, тэлунгу, ехэ (Коментарі) // Фольклор удэгейцев. Ниманку. Тэлунгу. Ехэ., Нб.: «Наука», 1998, стор. 388
24. ↑  Удэгейские ниманку, тэлунгу, ехэ (Словник удегейських етнографічних термінів) // Фольклор удэгейцев. Ниманку. Тэлунгу. Ехэ., Нб.: «Наука», 1998, стор. 516—530
25. ↑  Лопатин И.А. Лето среди орочей и гольдов // Далёкая окраина, Владивосток, 1913, стор. 7 (рос.)
26. ↑  http://wx-terney.narod.ru/
27. ↑  Удэгейские ниманку, тэлунгу, ехэ (Передмова) // Фольклор удэгейцев. Ниманку. Тэлунгу. Ехэ., Нб.: «Наука», 1998, стор. 33 (рос.)
28. ↑  Лебедева Е.П., Хасанова М.М. Фольклор удэ, Удэгейские ниманку, тэлунгу, ехэ (вступна стаття) // Фольклор удэгейцев. Ниманку. Тэлунгу. Ехэ., Нб.: «Наука», 1998, стор. 32 (рос.)
29. ↑  Удэгейские ниманку, тэлунгу, ехэ (Коментарі) // Фольклор удэгейцев. Ниманку. Тэлунгу. Ехэ., Нб.: «Наука», 1998, стор. 363—364, 410—411 (рос.)
30. ↑  вона в цілому близька до такої ж у інших амурських народів, наприклад, нанайців
31. ↑  Удэгейские ниманку, тэлунгу, ехэ (Передмова) // Фольклор удэгейцев. Ниманку. Тэлунгу. Ехэ., Нб.: «Наука», 1998, стор. 20—40 (рос.)
32. ↑  Промо-сайт (з використанням удегейських мотивів) муз. альбому гурту «Мумій Тролль» «Амба». Архів оригіналу за 7 лютого 2009. Процитовано 28 січня 2009. [Архівовано 2009-02-07 у Wayback Machine.]
33. ↑  Лебедева Е. П., Хасанова М. М. Фольклор удэ, Удэгейские ниманку, тэлунгу, ехэ (вступна стаття) // Фольклор удэгейцев. Ниманку. Тэлунгу. Ехэ., Нб.: «Наука», 1998, стор. 32 (рос.)